# Marek Chrapek
Marek Chrapek (ur. 4 października 1966 w Opatowie) – polski rolnik i urzędnik administracji publicznej, a także samorządowiec. W latach 2006–2007 podsekretarz stanu w Ministerstwie Rolnictwa i Rozwoju Wsi.

## Życiorys
W 1992 ukończył studia inżynierskie z zakresu techniki rolnej na Akademii Rolniczej w Lublinie. W 2003 uzyskał magisterium z zarządzania i marketingu w Wyższej Szkole Zarządzania i Marketingu w Warszawie.
Zajął się prowadzeniem własnego gospodarstwa rolnego, później pracował w prywatnym przedsiębiorstwie. Od 1990 do 1994 był radnym i wiceprzewodniczącym rady gminy Iwaniska. Pod koniec lat 90. był zatrudniony w administracji publicznej. W latach 1999–2002 był wojewódzkim inspektorem inspekcji nasiennej, później kierownikiem powiatowego zespołu doradców w Staszowie i inspektorem w Świętokrzyskim Ośrodku Doradztwa Rolniczego w Modliszewicach.
W marcu 2006 został powołany na wiceministra rolnictwa i rozwoju wsi w randze podsekretarza stanu w rządzie Kazimierza Marcinkiewicza. Stanowisko to zajmował do grudnia 2007. Później został wojewódzkim inspektorem ochrony roślin i nasiennictwa w Kielcach.

## Życie prywatne
Marek Chrapek miał czworo rodzeństwa; jego bratem był biskup Jan Chrapek. Jest żonaty, ma dwie córki.